# American Hockey League 1975-1976
La stagione 1975-1976 è stata la 40ª edizione della American Hockey League, la più importante lega minore nordamericana di hockey su ghiaccio. Con la riduzione del numero delle partecipanti venne modificato il tabellone dei playoff. La stagione vide al via otto formazioni e al termine dei playoff i Nova Scotia Voyageurs conquistarono la loro seconda Calder Cup sconfiggendo gli Hershey Bears 4-1.

## Modifiche
- I Syracuse Eagles cessarono le proprie attività.
- I Virginia Wings cessarono le proprie attività.
- I New Haven Nighthawks si trasferirono dalla North alla South Division.

## Stagione regolare

### Classifiche
North Division
|  | Pos. | Squadra               | Pt  | G  | V  | S  | N | GF  | GS  | DR   |
|  | ---- | --------------------- | --- | -- | -- | -- | - | --- | --- | ---- |
|  | 1.   | Nova Scotia Voyageurs | 104 | 76 | 48 | 20 | 8 | 326 | 209 | +117 |
|  | 2.   | Rochester Americans   | 93  | 76 | 42 | 25 | 9 | 304 | 243 | +61  |
|  | 3.   | Providence Reds       | 76  | 76 | 34 | 34 | 8 | 294 | 300 | -6   |
|  | 4.   | Springfield Indians   | 70  | 76 | 33 | 39 | 4 | 267 | 321 | -54  |

South Division
|  | Pos. | Squadra              | Pt | G  | V  | S  | N | GF  | GS  | DR  |
|  | ---- | -------------------- | -- | -- | -- | -- | - | --- | --- | --- |
|  | 1.   | Hershey Bears        | 84 | 76 | 39 | 31 | 6 | 304 | 275 | +29 |
|  | 2.   | Richmond Robins      | 66 | 76 | 29 | 39 | 8 | 262 | 297 | -35 |
|  | 3.   | New Haven Nighthawks | 66 | 76 | 29 | 39 | 8 | 261 | 295 | -34 |
|  | 4.   | Baltimore Clippers   | 49 | 76 | 21 | 48 | 7 | 238 | 316 | -78 |

Legenda:

      Ammesse ai Playoff
Note:

Due punti a vittoria, un punto a pareggio, zero a sconfitta.

### Statistiche
Classifica marcatori
| Giocatore        | Squadra               | PG | Gol | Assist | Punti |
| ---------------- | --------------------- | -- | --- | ------ | ----- |
| Jean-Guy Gratton | Hershey Bears         | 73 | 35  | 58     | 93    |
| Ron Andruff      | Nova Scotia Voyageurs | 74 | 42  | 46     | 88    |
| Greg Holst       | Providence Reds       | 69 | 37  | 44     | 81    |
| Guy Chouinard    | Nova Scotia Voyageurs | 70 | 40  | 40     | 80    |
| Gordie Clark     | Rochester Americans   | 72 | 30  | 49     | 85    |
| Pierre Mondou    | Nova Scotia Voyageurs | 74 | 34  | 43     | 77    |
| Fred Speck       | Baltimore Clippers    | 76 | 23  | 52     | 75    |
| Larry Fullan     | Richmond Robins       | 76 | 18  | 57     | 75    |
| Wayne Schaab     | Richmond Robins       | 75 | 36  | 36     | 72    |
| Tom Colley       | New Haven Nighthawks  | 76 | 38  | 31     | 69    |
|                  |                       |    |     |        |       |

Classifica portieri
| Giocatore        | Squadra               | PG | MGS  |  |
| ---------------- | --------------------- | -- | ---- |  |
| Dave Elenbaas    | Nova Scotia Voyageurs | 48 | 2.38 |  |
| Ross Brooks      | Rochester Americans   | 34 | 3.00 |  |
| Ed Walsh         | Nova Scotia Voyageurs | 31 | 3.06 |  |
| Ken Broderick    | Rochester Americans   | 42 | 3.21 |  |
| Gordon Laxton    | Hershey Bears         | 31 | 3.36 |  |
| Don Edwards      | Hershey Bears         | 39 | 3.41 |  |
| Brian Holderness | New Haven Nighthawks  | 29 | 3.43 |  |
| Michel Belhumeur | Richmond Robins       | 45 | 3.56 |  |
| Dave Hainsworth  | Baltimore Clippers    | 55 | 3.76 |  |
| Ed Staniowski    | Virginia Wings        | 29 | 3.79 |  |
|                  |                       |    |      |  |

## Playoff
|  | Primo turno | Primo turno          | Primo turno   |                     |                       | Semifinali            | Semifinali            | Semifinali |  |  | Calder Cup | Calder Cup | Calder Cup |  |
|  |             |                      |               |                     |                       |                       |                       |            |  |  |            |            |            |  |
|  |             |                      |               |                     |                       | N1                    | Nova Scotia Voyageurs | 4          |  |  |            |            |            |  |
|  |             |                      |               |                     |                       | N1                    | Nova Scotia Voyageurs | 4          |  |  |            |            |            |  |
|  |             |                      |               | Rochester Americans | 0                     |                       |                       |            |  |  |            |            |            |  |
|  | N2          | Rochester Americans  | 3             | Rochester Americans | 0                     |                       |                       |            |  |  |            |            |            |  |
|  | N2          | Rochester Americans  | 3             |                     |                       |                       |                       |            |  |  |            |            |            |  |
|  | N3          | Providence Reds      | 0             |                     |                       |                       |                       |            |  |  |            |            |            |  |
|  | N3          | Providence Reds      | 0             |                     | Nova Scotia Voyageurs | Nova Scotia Voyageurs | 4                     |            |  |  |            |            |            |  |
|  |             |                      |               |                     |                       |                       |                       |            |  |  |            |            |            |  |
|  |             |                      | Hershey Bears | Hershey Bears       | 1                     |                       |                       |            |  |  |            |            |            |  |
|  |             |                      |               | Hershey Bears       | 1                     |                       |                       |            |  |  |            |            |            |  |
|  |             |                      |               |                     |                       |                       |                       |            |  |  |            |            |            |  |
|  |             |                      |               |                     |                       |                       |                       |            |  |  |            |            |            |  |
|  |             | S1                   | Hershey Bears | 4                   |                       |                       |                       |            |  |  |            |            |            |  |
|  |             |                      |               | 4                   |                       |                       |                       |            |  |  |            |            |            |  |
|  |             |                      |               | Richmond Robins     | 1                     |                       |                       |            |  |  |            |            |            |  |
|  | S2          | Richmond Robins      | 3             | Richmond Robins     | 1                     |                       |                       |            |  |  |            |            |            |  |
|  | S2          | Richmond Robins      | 3             |                     |                       |                       |                       |            |  |  |            |            |            |  |
|  | S3          | New Haven Nighthawks | 0             |                     |                       |                       |                       |            |  |  |            |            |            |  |

## Premi AHL
- Calder Cup: Nova Scotia Voyageurs
- F. G. "Teddy" Oke Trophy: Nova Scotia Voyageurs
- John D. Chick Trophy: Hershey Bears
- Dudley "Red" Garrett Memorial Award: Greg Holst (Providence Reds) e Pierre Mondou (Nova Scotia Voyageurs)
- Eddie Shore Award: Noel Price (Nova Scotia Voyageurs)
- Harry "Hap" Holmes Memorial Award: Ed Walsh e Dave Elenbaas (Nova Scotia Voyageurs)
- John B. Sollenberger Trophy: Jean-Guy Gratton (Hershey Bears)
- Les Cunningham Award: Ron Andruff (Nova Scotia Voyageurs)
- Louis A. R. Pieri Memorial Award: Chuck Hamilton (Hershey Bears)

### Vincitori
| Nova Scotia Voyageurs | Portieri: Ed Walsh, Dave Elenbaas Difensori: Brian Engblom, Gary Geldart, Chuck Luksa, Gilles Lupien, Noel Price Attaccanti: Ron Andruff, Mike Busniuk, Jim Cahoon, Guy Chouinard, Glenn Goldup, Don Howse, Richard Lemieux, Gord McTavish, Pierre Mondou, Mike Polich, Sean Shanahan, Paul Woods Allenatore: Al MacNeil |

### AHL All-Star Team
First All-Star Team
- Attaccanti: Dave Hynes • Jean-Guy Gratton • Ron Andruff
- Difensori: Noel Price • Terry Murray
- Portiere: Dav Elenbaas

Second All-Star Team
- Attaccanti: Glenn Goldup • Guy Chouinard • Gordie Clark
- Difensori: Gord Smith • Al Simmons
- Portiere: Don Edwards